# Totally Killer
Totally Killer (Dulces y sangrientos 16 en Hispanoamérica y Sangrientos dieciséis en España) es una película de comedia de terror estadounidense dirigida por Nahnatchka Khan a partir de un guion de David Matalon, Sasha Perl-Raver y Jen D'Angelo, y una historia de Matalon y Perl-Raver. Está protagonizada por Kiernan Shipka, Olivia Holt, Julie Bowen y Randall Park. Está producida por Jason Blum, a través de Blumhouse Television, y Adam Hendricks y Greg Gilreath a través de Divide/Conquer.
Totally Killer se estrenó en el Fantastic Fest el 28 de septiembre de 2023 y  Amazon Prime Video la estreno el 6 de octubre de 2023.

## Sinopsis
Después de que los amigos de la madre de Jamie son asesinados por el Asesino de los Dulces Dieciséis en Halloween, ella viaja en el tiempo hasta 1987, donde se une a su madre para detener al joven aspirante a asesino y regresar a su línea temporal antes de quedar atrapada en el pasado para siempre.

## Reparto
- Kiernan Shipka como Jamie[2]
- Julie Bowen como Pam[2]
  - Olivia Holt como Pam adolescente[2]
- Randall Park como Dennis Lin[2]
- Lochlyn Munro como Blake adulto[2]
  - Charlie Gillespie como Blake adolescente[2]
- Liana Liberato como Tiffany Clark[2]
- Kelcey Mawema como Amelia[3]
- Stephi Chin-Salvo como Marisa Song[3]
- Anna Díaz como Heather Hernández[3]
- Jeremy Monn-Djasgnar como Randy Finkle adolescente[3]
- Troy Leigh-Anne Johnson como Lauren adolescente[3]
- Ella Choi como la Kara Molnar adolescente[3]
- Nathaniel Appiah como Doug Summers adolescente[3]
- Jonathan Potts como Chris Dubusage adulto[3]

## Producción
En mayo de 2022, Amazon Studios y Blumhouse Television anunciaron Totally Killer, dirigida por Nahnatchka Khan y escrita por Jen D'Angelo, David Matalon y Sasha Perl-Raver. Kiernan Shipka, Olivia Holt, Julie Bowen y Randall Park fueron elegidos para los papeles principales. Está producida por Jason Blum, a través de Blumhouse Television, y Adam Hendricks y Greg Gilreath a través de Divide/Conquer.
La fotografía principal se llevó a cabo del 12 de mayo al 23 de junio de 2022 en Vancouver, Columbia Británica.

## Estreno
Totally Killer se estrenó en el Fantastic Fest el 28 de septiembre de 2023. Amazon Prime Video lo lanzará el 6 de octubre de 2023.

## Recepción
Totally Killer recibió en general reseñas mixtas a positivas de parte de la crítica y la audiencia. En el sitio web especializado Rotten Tomatoes, la película posee una aprobación de 87%, basada en 101 reseñas, con una calificación de 6.6/10, y con un consenso crítico que dice: "Es posible que Totally Killer no aproveche al máximo su prometedor concepto, pero esta combinación de terror y ciencia ficción que viaja en el tiempo sigue siendo agradable en general." Sin embargo, de parte de la audiencia tiene una aprobación de 76%, basada en más de 500 votos, con una calificación de 3.9/5.
El sitio web Metacritic le dio a la película una puntuación de 62 de 100, basada en 17 reseñas, indicando "reseñas generalmente favorables". Las audiencias encuestadas por CinemaScore le otorgaron a la película una "A" en una escala de A+ a F, mientras que en el sitio IMDb los usuarios le asignaron una calificación de 6.6/10, sobre la base de 38 000 votos. En la página web FilmAffinity la cinta tiene una calificación de 5.5/10, basada en 2097 votos.